# Route des Lacs-à-Madrid
La route des Lacs-à-Madrid est une voie située dans le 16e arrondissement de Paris, en France.

## Situation et accès
Elle se trouve dans le bois de Boulogne.

## Origine du nom
La voie est ainsi nommée car elle relie les lacs du bois de Boulogne au site de l'ancien château de Madrid, à Neuilly-sur-Seine, au niveau de l'actuelle porte de Madrid.

## Bâtiments remarquables et lieux de mémoire
- Cercle de l'étrier de Paris